# Равнина Шомали
Равнина Шомали — плато к северу от Кабула, Афганистан. Её ширина составляет примерно 30 км, а длина — 80 км. Когда-то это был плодородный район, богатый водой, где выращивали фрукты и овощи и где жители Кабула собирали урожай по выходным. Этот регион часто становился полем битвы во время войн в Афганистане с 1978 года.

## Правление Талибов (1996—2001)
Во время правления Талибов (1996—2001) боевые действия на равнине Шомали были относительно редкими, но плато сохранялось в качестве боевой границы Ахмадом Шахом Масудом и его Северным альянсом, которые оспаривали контроль талибов над большей частью Афганистана.
Когда талибы отступили с равнины в 1997 году, они отравили колодцы, вырубили деревья и разрушили ирригационную систему на территории, которая была в основном таджикской, хотя в этом районе также много пуштунов.

## 2001
В 2001 году на равнине Шомали произошло короткое сражение между талибами и Северным альянсом. Силы талибов, опасаясь окружения, деморализованные падением северных городов и под постоянными атаками американской авиации, отступили в Кабул, в 45 километрах к северу, и через день оставили город.